# Athanasios Petsos
Athanasios Petsos (řecky Αθανάσιος Πέτσος; * 5. června 1991, Düsseldorf) je řecký fotbalista německého původu hrající na postu záložníka, který v současnosti hraje za rakouský klub SK Rapid Wien, kde hostuje z SV Werder Bremen.